# Heliconius feyeri
Heliconius feyeri är en fjärilsart som beskrevs av Friedrich Wilhelm Niepelt 1908. Heliconius feyeri ingår i släktet Heliconius och familjen praktfjärilar. Inga underarter finns listade i Catalogue of Life.